# جووانی باتیستا ویوتی
جووانی باتیستا ویوتی (زادهٔ ۱۲ مة۱۷۵۵ - درگذشتهٔ ۳ مارس ۱۸۲۴)  ویلونیست و آهنگساز ایتالیایی و يكي از اولین رهبران جهانی سدهٔ نوزدهم این ساز، در پيوند دادن ميراث عظيم و گنجينة بزرگ موسيقي قدیم كلاسيك زادگاهش به مكتب مدرن موسيقي بعد از خود، نقشي يگانه داشت و هم او بود كه بالاترين خدمات را به مکتب ويلن‌نوازيِ موسيقي آکادمیک انجام داد. بنابراين ويوتي بحق در تاريخ موسيقي جايگاهي بس ویژه دارد. درخشش و استعداد فوق‌العادة او در زمان حياتش باعث فراگير شدن آوازهٔ شهرتش به عنوان برجسته‌ترين نوازندهٔ ويلن شد.

## برخی شاگردان مشهور
- پی‌یر رد
- رودلف کرویتزر
- فیلیپ لیبون

## موسیقی
كنسرتو ويلن شماره ۲۲ وی از مشهورترين تصنیفات وی است.

## برخی آثار
- ۲۹ کنسرتو برای ویلن.
- دو سمفونی كنسرتانت براي دو ويلن.
- حدود ۲۱ كوارتت زهي و ۲۱ تريو براي سازهاي زهي.
- ۵۱ دوئت براي دو ويلن.
- ۱۸ سونات برای ویلن و باس.
- یک سونات برای ویلن و پیانو.
- قطعاتی برای آواز.

در میان کوارتت‌های ویوتی شماره‌های ۱۱۲، ۱۱۳ و ۱۱۴ آثار کنسرتانت هستند که برای هر عضو کوارتت بخش‌های سلو در نظر گرفته شده است. این کارهای متعلق به سال ۱۸۱۵، در پاریس به سال ۱۸۱۷ منتشر می‌شوند. در میان کارهای مجلسی او اپوس‌های ۱۸ و ۱۹معروف‌تر از دیگر کارهای او ذکر شده‌اند.

## فستیوال دویست‌ اُمین سال فوت
به مناسبت دویست‌ اُمین سال فوت وی، فستیوال جهانی موسیقی او در ۲۰۲۴ برگزار می‌شود.